# Новостави-Гурне
Новостави-Гурне (пол. Nowostawy Górne) — село в Польщі, у гміні Стрикув Згерського повіту Лодзинського воєводства.
Населення — 165 осіб (2011).

## Демографія
Демографічна структура станом на 31 березня 2011 року:
|          | Загалом | Допрацездатний вік | Працездатний вік | Постпрацездатний вік |
| -------- | ------- | ------------------ | ---------------- | -------------------- |
| Чоловіки | 93      | 17                 | 65               | 11                   |
| Жінки    | 72      | 18                 | 40               | 14                   |
| Разом    | 165     | 35                 | 105              | 25                   |